# Andrew Coltart
Andrew Coltart (født 12. maj 1970 i Dumfries, Skotland) er en skotsk golfspiller, der pr. juli 2008 står noteret for 5 sejre gennem sin professionelle karriere. Hans bedste resultat i en Major-turnering er en 18. plads, som han opnåede ved British Open i 1999..